# Saint-Seurin-de-Palenne
Saint-Seurin-de-Palenne – miejscowość i gmina we Francji, w regionie Nowa Akwitania, w departamencie Charente-Maritime.
Według danych na rok 1990 gminę zamieszkiwały 164 osoby, a gęstość zaludnienia wynosiła 41 osób/km² (wśród 1467 gmin regionu Poitou-Charentes Saint-Seurin-de-Palenne plasuje się na 831. miejscu pod względem liczby ludności, natomiast pod względem powierzchni na miejscu 1110.).